# Artur Eisenbach

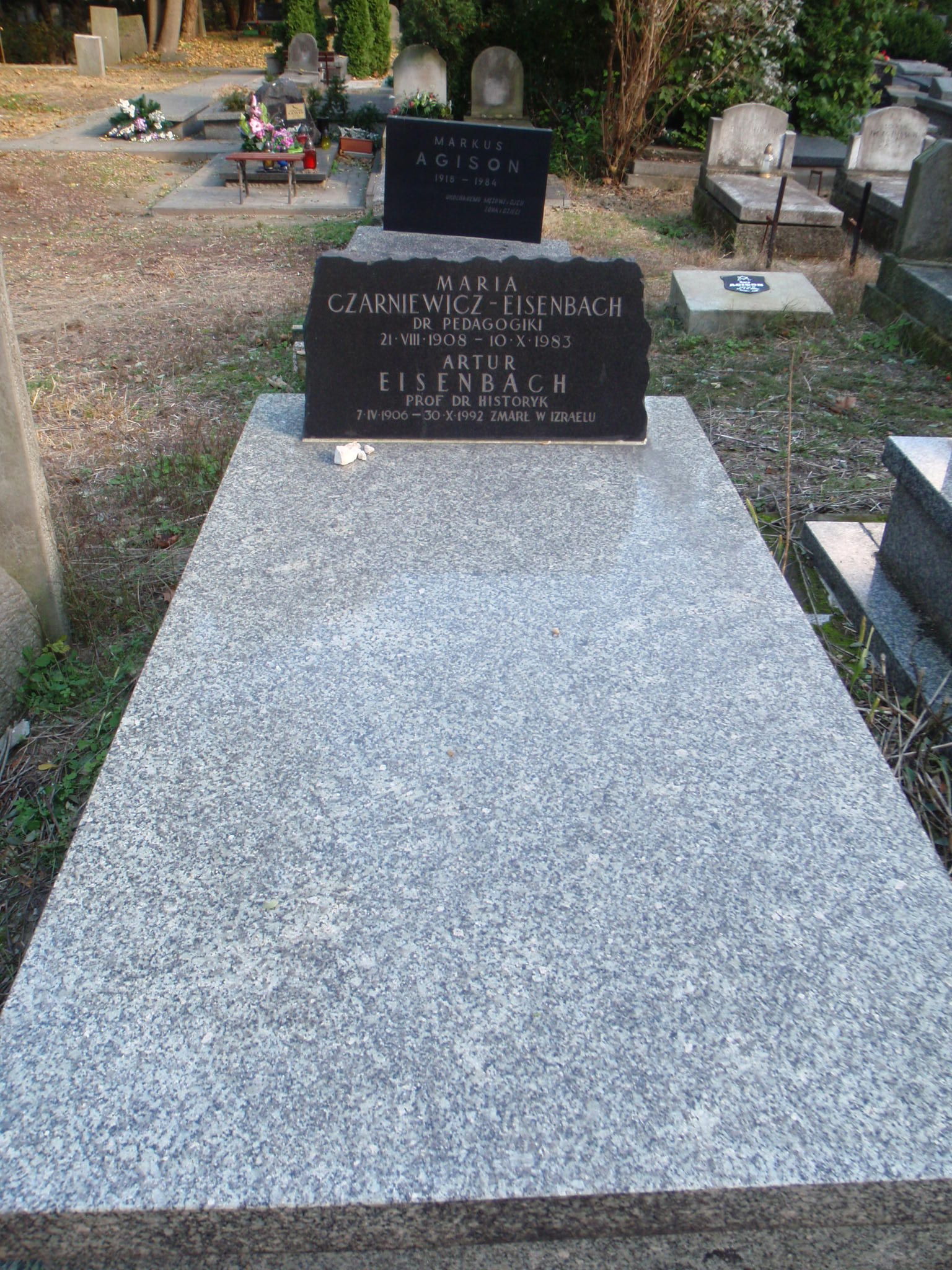
Grób Marii Czarniewicz-Eisenbach i symboliczny grób Artura Eisenbacha na Cmentarzu żydowskim w Warszawie

Artur Eisenbach (ur. 7 kwietnia 1906 w Nowym Sączu jako Aron Eisenbach, zm. 30 października 1992 w Tel Awiwie) – polski historyk żydowskiego pochodzenia, znawca dziejów ludności żydowskiej w Polsce, w latach 1966–1968 dyrektor Żydowskiego Instytutu Historycznego.

## Życiorys
Urodził się w Nowym Sączu w rodzinie biednych, ortodoksyjnych Żydów, jako syn Chaima Eisenbacha i Zipory z domu Zimetbaum. Po ukończeniu szkoły elementarnej zaczął pracować jako ślusarz. W 1923 rozpoczął kursy nauczycielskie w Wilnie, które musiał opuścić po paru miesiącach z powodów finansowych. W 1927 przeniósł się do Krakowa. W 1930 zdał maturę i rozpoczął studia historyczne na Uniwersytecie Jagiellońskim, które jednak ukończył na Warszawskim. Był uczniem Marcelego Handelsmana, pod kierunkiem którego napisał pracę magisterską. W 1931 przeniósł się do Bielska.
W 1935 uzyskał magisterium, po którym rozpoczął pracę w Towarzystwie Ochrony Zdrowia. Należał do kręgu historyków, którzy zajmowali się dziejami Żydów w Polsce. Współpracował z Żydowskim Instytutem Naukowym w Wilnie JIWO oraz był członkiem Warszawskiej Komisji Historycznej JIWO.
Na początku II wojny światowej wraz z rodziną udał się do rodzinnego miasta żony (siostry Emanuela Ringelbluma) – Buczacza, gdzie w 1942 zginęła jego małżonka i córka. On sam został zesłany w głąb Związku Radzieckiego, skąd w 1946 jako repatriant wrócił do Polski i osiadł w Warszawie. Był członkiem PPR, a od 1948 roku – członkiem PZPR. W 1947 roku podjął pracę w Centralnej Żydowskiej Komisji Historycznej przy Centralnym Komitecie Żydów Polskich i następnie jako kierownik archiwum w Żydowskim Instytucie Historycznym (ŻIH), którego dyrektorem był w latach 1966–1968. Ze stanowiska dyrektora ŻIH-u został zdymisjonowany po wydarzeniach z marca 1968 między innymi z powodu swojej skutecznej walki w obronie zbiorów i dorobku przed jego planowaną likwidacją.  
Równolegle do pracy w ŻIH-u w 1966 został pracownikiem Instytutu Historii Polskiej Akademii Nauk. W 1977 przeszedł na emeryturę. W 1982 był konsultantem przy produkcji filmu Jerzego Kawalerowicza Austeria. W 1987 wyjechał do Izraela, gdzie współpracował z Uniwersytetem Hebrajskim w Jerozolimie i Instytutem Jad Waszem. W obliczu pogłębiającej się choroby nowotworowej popełnił samobójstwo w Tel Awiwie i został pochowany na cmentarzu Jarkon. Jego symboliczny grób znajduje się na cmentarzu żydowskim przy ulicy Okopowej w Warszawie.

## Twórczość
Artur Eisenbach zajmował się głównie gromadzeniem i opracowywaniem dokumentów dotyczących Holocaustu. Posłużyły one jako materiał dowodowy w procesach przeciw zbrodniarzom hitlerowskim. Zajmował się również historią Żydów w drugiej połowie XVIII i XIX wieku. Pod koniec życia pracował nad przygotowaniem edycji wszystkich dzieł Emanuela Ringelbluma.
- 1953: Hitlerowska polityka eksterminacji Żydów w latach 1939–1945
- 1972: Kwestia równouprawnienia Żydów w Królestwie Polskim
- 1976: Hotel Lambert wobec sprawy żydowskiej w przededniu Wiosny Ludów
- 1976: Wielka emigracja wobec kwestii żydowskiej: 1832–1849
- 1976: Problem emancypacji Żydów w opinii Wielkiej Emigracji przed powstaniem styczniowym
- 1976: Ludność żydowska Królestwa a powstanie listopadowe
- 1983: Z dziejów ludności żydowskiej w Polsce w XVIII i XIX w.
- 1988: Emancypacja Żydów na ziemiach polskich 1785–1870 na tle europejskim